# Урош Тошковић
Урош Тошковић (Пелев Бријег, 19. новембар 1932 — Подгорица, 3. март 2019) био је југословенски и српски сликар.

## Биографија
Завршио је Средњу уметничку школу у Херцег Новом, а дипломирао је 1956. године Академију ликовних уметности у Београду, у класи професора Марка Челебоновића.
Године 1956. одлази, као стипендиста француске Владе у Париз, где завршава Школу лепих уметности код Мориса Бријаншона. У Паризу остаје све до 1976. године и један је од родоначелник колоније југословенских сликара у Паризу. Друговао је са Белмондом, Де Сиком, Сартром, Попом, Бором Пекићем, а радио са Пикасом, Далијем, Јонеском и другима.
Урош Тошковић је 1957. године био један од оснивача друштва пријатеља Балтазар, чији су чланови Леонид Шејка, Синиша Вуковић, Миро Главуртић, Дадо Ђурић, Мишел Контић, Вукота Вукотић, Пеђа Ристић и Оља Ивањицки, а које касније (1958. године) постаје друштво Медиала.
Живео је неконвенционално, често на улицама великих градова или под мостовима Сене.
Преминуо је 3. марта 2019. године. Сахрањен је на месном гробљу Пелев Бријег - Братоножићи.
О Тошковићевом животу и раду сликар Бојан Крљић је написао обимну монографију.

## Самосталне изложбе
- 1957. Зграда Општине — Нови Сад, Србија
- 1960. Maison des Arts — Париз, Француска
- 1960. Уметнички павиљон — Титоград, Црна Гора
- 1978. Студентски културни центар Студентског града — Београд, Србија
- 1979. Дом ЈНА — Загреб, Хрватска
- 1980. Галерија културног центра — Котор, Црна Гора
- 1980. Галерија културног центра — Херцег Нови, Црна Гора
- 1982. Модерна галерија — Титоград, Црна Гора
- 1990. Културни центар — Београд, Србија
- 1994. Модерна галерија — Ваљево, Србија
- 1995. Галерија Хаос — Београд, Србија
- 1996. Културни центар — Ужице, Србија, Црна Гора
- 2004. Центар савремене уметности — Подгорица
- 2006. Галерија Велимир Лековић — Бар, Црна Гора
- 2007. Центар савремене уметности — Подгорица, Црна Гора